# Homestake Mining Company

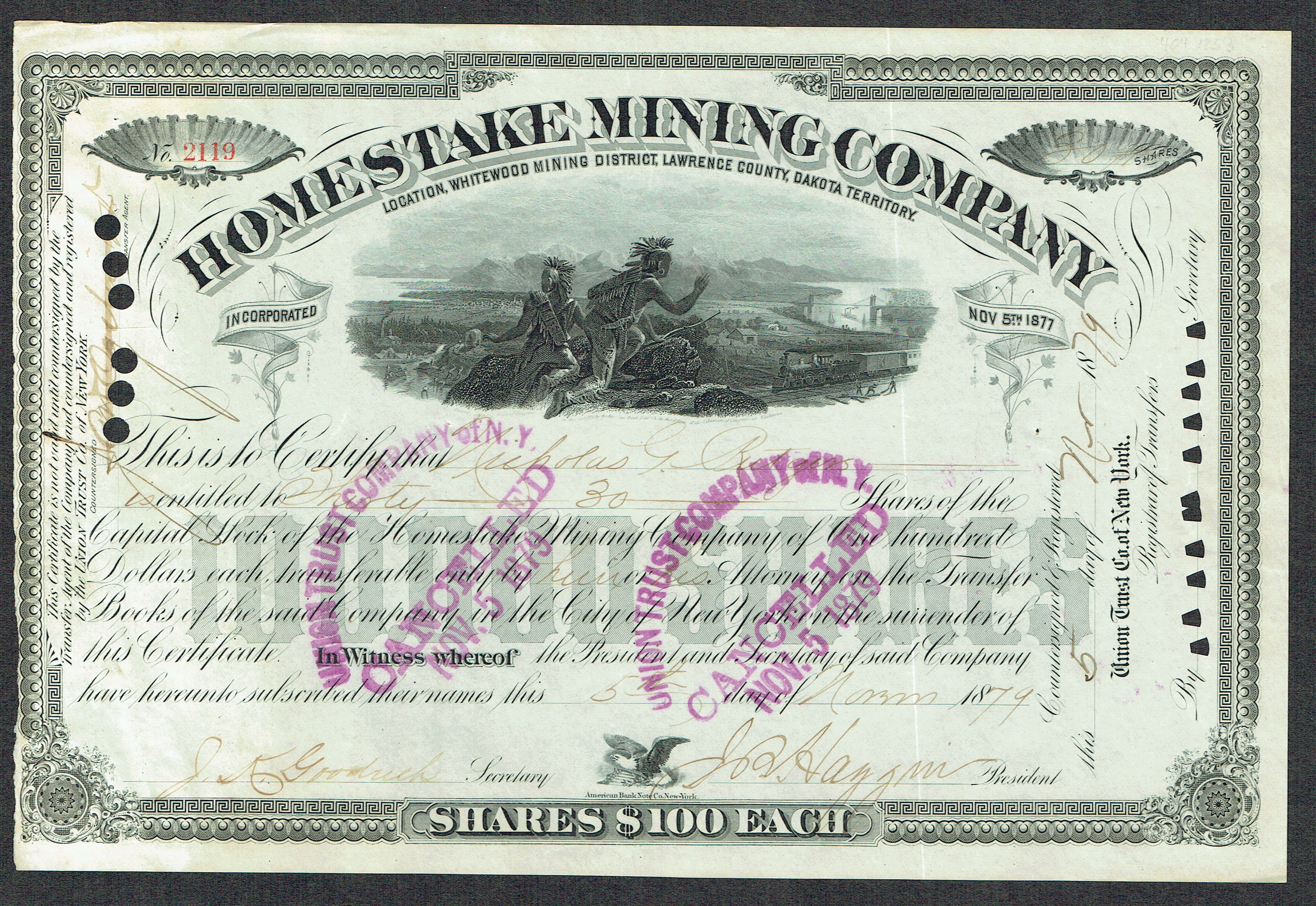
Aktie der Homestake Mining Company vom 5. November 1879

Die Homestake Mining Company war eines der größten Bergwerksunternehmen, das Gold förderte. Gegründet wurde das US-amerikanische Unternehmen 1877 und war im Goldabbau vom 19. – bis zum 21. Jahrhundert bedeutend. 2002 wurde es von der kanadischen Barrick Gold Corporation übernommen.
Homestake war das Unternehmen, das die älteste Goldmine eröffnete, die Homestake-Goldmine in Lead, South Dakota. Das Goldvorkommen der Black Hills, das sich auf dem Land der Sioux befand, entdeckte Moses Manuel, der 1876 einen Claim absteckte, der als Homestake bekannt wurde. Diese Goldmine wurde von George Hearst und zwei Partnern für US$ 70.000 gekauft. Sie gründeten 1877 die Homestake Mining Compagny und machten diesen Goldbergbau zum bedeutendsten der Welt für die kommenden 100 Jahre. 1879 wurde Aktien des Unternehmens herausgegeben und es wurde zum Unternehmen, das am längsten an der New York Stock Exchange gelistet war.